# Phép nhân ma trận

Để nhân ma trận, số lượng cột trong ma trận thứ nhất phải bằng số lượng hàng trong ma trận thứ hai. Ma trận kết quả có số lượng hàng của số thứ nhất và số cột của ma trận thứ hai.

Trong toán học, phép nhân ma trận là phép toán nhị phân tạo ra ma trận từ hai ma trận. Để nhân ma trận, số lượng cột trong ma trận thứ nhất phải bằng số lượng hàng trong ma trận thứ hai. Ma trận kết quả, được gọi là tích ma trận, có số lượng hàng của ma trận đầu tiên và số cột của ma trận thứ hai.
Phép nhân ma trận được nhà toán học người Pháp Jacques Philippe Marie Binet mô tả lần đầu vào năm 1812,  để thể hiện hàm hợp của các bản đồ tuyến tính được biểu thị bằng ma trận. Do đó, nhân ma trận là một công cụ cơ bản của đại số tuyến tính, và như vậy có rất nhiều ứng dụng trong nhiều lĩnh vực toán học, cũng như trong toán học ứng dụng, thống kê, vật lý, kinh tế và kỹ thuật. Tính toán các tích ma trận là một hoạt động trung tâm trong tất cả các ứng dụng tính toán của đại số tuyến tính.

## Ký hiệu
Bài viết này sẽ sử dụng các quy ước công chứng sau: ma trận được thể hiện bằng chữ in hoa, ví dụ: A, vectơ in đậm chữ thường, ví dụ a và các mục của vectơ và ma trận là chữ nghiêng (vì chúng là số từ một trường), vd A và a. Ký hiệu chỉ mục thường là cách rõ ràng nhất để diễn đạt các định nghĩa và được sử dụng làm tiêu chuẩn trong tài liệu. i, j xâm nhập của ma trận A được chỉ định bởi (A)ij Aij aij trong khi một nhãn số (không phải mục ma trận) trên một tập hợp các ma trận được ghi chữ nhỏ ở dưới, ví dụ: A1, A2, v.v.

## Định nghĩa
Nếu A là ma trận m × n và B là ma trận n × p,
{\displaystyle \mathbf {A} ={\begin{pmatrix}a_{11}&a_{12}&\cdots &a_{1n}\\a_{21}&a_{22}&\cdots &a_{2n}\\\vdots &\vdots &\ddots &\vdots \\a_{m1}&a_{m2}&\cdots &a_{mn}\\\end{pmatrix}},\quad \mathbf {B} ={\begin{pmatrix}b_{11}&b_{12}&\cdots &b_{1p}\\b_{21}&b_{22}&\cdots &b_{2p}\\\vdots &\vdots &\ddots &\vdots \\b_{n1}&b_{n2}&\cdots &b_{np}\\\end{pmatrix}}}
tích ma trận C = AB (ký hiệu không có dấu nhân hoặc dấu chấm) được xác định là ma trận m × p 
{\displaystyle \mathbf {C} ={\begin{pmatrix}c_{11}&c_{12}&\cdots &c_{1p}\\c_{21}&c_{22}&\cdots &c_{2p}\\\vdots &\vdots &\ddots &\vdots \\c_{m1}&c_{m2}&\cdots &c_{mp}\\\end{pmatrix}}}
trong đó
{\displaystyle c_{ij}=a_{i1}b_{1j}+a_{i2}b_{2j}+\cdots +a_{in}b_{nj}=\sum _{k=1}^{n}a_{ik}b_{kj},}
với i = 1,..., m và j = 1,..., p.